# Le Retour de don Camillo
Série Don Camillo
Le Petit Monde de don Camillo
(1952) La Grande Bagarre de don Camillo
(1955)
Pour plus de détails, voir Fiche technique et Distribution.
Le Retour de don Camillo (italien : Il ritorno di don Camillo) est un film franco-italien tiré d'un roman de Giovannino Guareschi, réalisé par Julien Duvivier et sorti en 1953.
Il fait suite au film Le Petit Monde de don Camillo et précède La Grande Bagarre de don Camillo.

## Synopsis

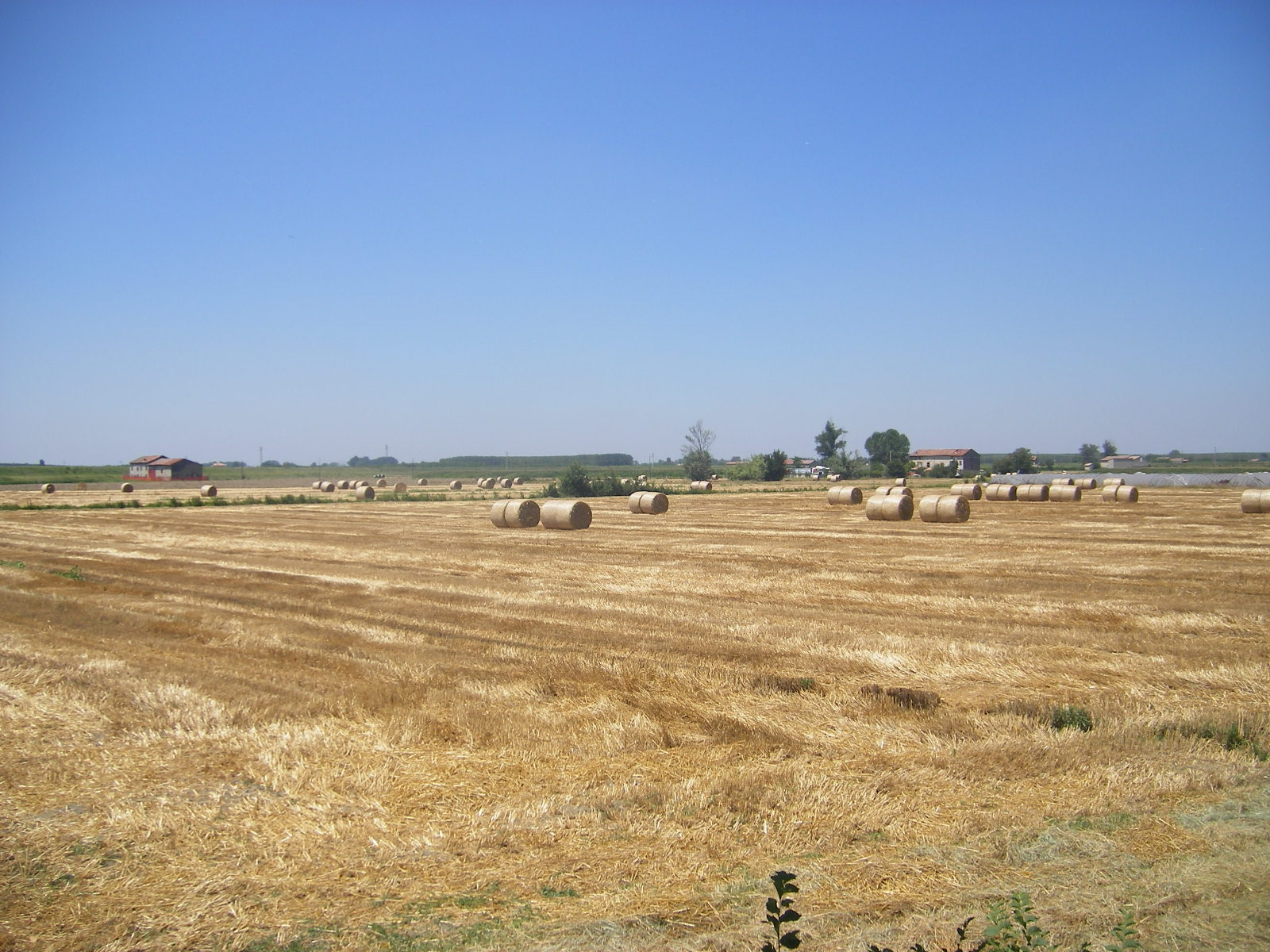
Paysage agricole entre les villes de Brescello et Sorbolo

Pour avoir frappé son rival Peppone, le maire communiste, mais néanmoins ami, Don Camillo s'est vu retirer la charge de sa paroisse Brescello et a été « exilé » à Montenara, un village perdu dans la montagne. L'évêque réintègre Don Camillo dans sa charge à la demande personnelle de Peppone. Don Camillo et Peppone recommencent aussitôt à se disputer.
Peppone demande son aide à Don Camillo pour convaincre un riche propriétaire terrien qui refuse de céder une petite partie de ses terres pour pouvoir construire une digue dans le village.
La digue est construite. Peu après, des pluies diluviennes s'abattent sur la région et le village est inondé.
Peppone et Don Camillo unissent leurs efforts pour organiser les secours et ainsi sauver des eaux l'église et la Maison du peuple de Brescello.

## Fiche technique
- Titre français : Le Retour de don Camillo
- Titre italien : Il ritorno di don Camillo
- Réalisation : Julien Duvivier, assisté d'Alberto Cardone
- Scénario : Julien Duvivier, René Barjavel et Giuseppe Amato d'après le roman de Giovanni Guareschi
- Direction artistique : Rodger Maus et Jack Martin Smith
- Décoration : Virgilio Marchi
- Photographie : Anchise Brizzi, assisté de A.Fusi, E.Cirilli et A.Civirani
- Effets spéciaux : Bacucchi, Olivieri et L.B. Abbott (effets photographiques)
- Montage : Marthe Poncin et Orizio Sacco
- Son : William-Robert Sivel
- Musique : Alessandro Cicognini
- Production : Giuseppe Amato (délégué) ; Pierre Cocco (directeur de production)
- Société de production : Filmsonor, Francinex, Les Films Ariane (France) ; Cineriz (Italie)
- Société de distribution : Cinedis
- Durée : 106 minutes
- Format : Noir et blanc - 35 mm - 1,37:1 - Son monophonique
- Tournages : du 1er décembre 1952 au 28 février 1953 en Italie
- Dates de sortie[1] : 
  - France : 5 juin 1953
  - Italie : 23 septembre 1953

## Distribution
- Fernandel : Don Camillo
- Gino Cervi (V.F : Jacques Eyser) : Giuseppe Bottazzi dit « Peppone »
- Édouard Delmont : le docteur Spiletti
- Paolo Stoppa : Marchetti
- Alexandre Rignault : Francesco Gallini dit « Nero »
- Thomy Bourdelle : Cagnola
- Tony Jacquot : Don Pietro
- Charles Vissière : l'évêque
- Claudy Chapeland : Beppo Bottazzi
- Leda Gloria : Mme Bottazzi, la femme de Peppone
- Arturo Bragaglia : le cantonnier
- Saro Urzì : Brusco, le barbier
- Giovanni Onorato : Scartazzini, le chef de la fanfare
- Manuel Gary : le délégué du PCI
- Jean Debucourt : la voix de Jésus
- Lia Di Leo : l'institutrice, à Brescello
- Marco Tulli (VF : Edmond Ardisson) : Smilzo
- Pina Gallini : la bonne du curé, à Montenara
- Enzo Staiola : Mario Cagnola
- Miranda Campa : Madame Spiletti
- Gian Paolo Rosmino : Mr Spiletti, le fils du Dr Spiletti
- Checco Durante : le pharmacien et vendeur de cierges
- Roberto Loreti : le fils de Maria et de Peppone, qui veut aller avec Don Camillo à Montenara

## Extraits du dialogue
- « Je viens vous parler en tant que père, pas en tant que maire » (Peppone).
- « Je suis heureux de voir ici rassemblées toutes ces brebis, même celles qui ont attrapé la fièvre aphteuse » (Don Camillo).
- « Donnez, même si vous ne le pouvez pas » (Don Camillo).

## Production

### Tournage

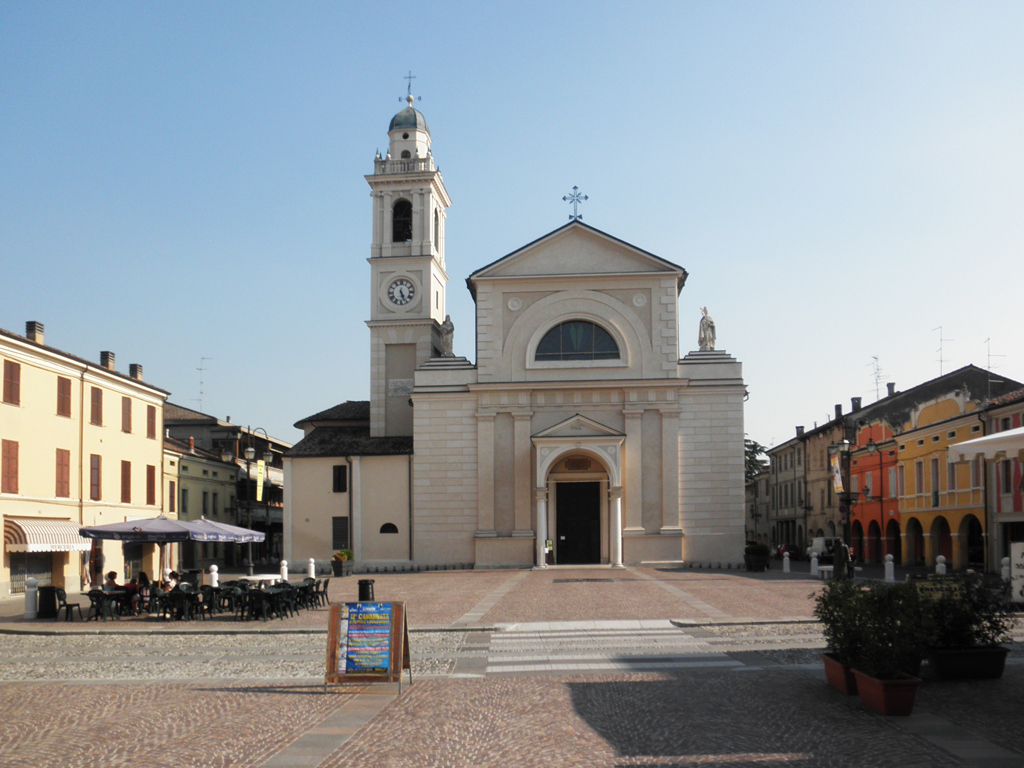
Église de Brescello où officie Don Camillo

Ce film a été tourné, partiellement, à Brescello. L'intérieur de l'église (et autres décors) des trois premiers films a été tourné aux studios de la Cinecittà à Rome. Dans les deux derniers films, l'intérieur de l'église est celui de l'église de Brescello.
Le village de montagne où don Camillo effectue son exil, nommé Montenara dans le film, est en réalité Rocca di Cambio dans la Province de L'Aquila.

## Autour du film

### Suites
1. 1955 : La Grande Bagarre de don Camillo
2. 1961 : Don Camillo Monseigneur
3. 1965 : Don Camillo en Russie
4. 1970 : Don Camillo et ses contestataires (film inachevé)